# Barragem de Póvoa
A Barragem de Póvoa, ou Barragem da Póvoa e Meadas, construída sobre o leito da Ribeira de Nisa (Tejo), situa-se próximo de Póvoa e Meadas, na atual freguesia de Nossa Senhora da Graça de Póvoa e Meadas, no Município de Castelo de Vide, a cerca de 5 km a noroeste da vila sede deste município.
Forma a terceira maior albufeira do Distrito de Portalegre, sendo ultrapassada em dimensão apenas pela Barragem do Caia.
A central hidroeléctrica é constituída por um grupo Francis com uma potência total instalada de 0,74 MW. A energia produzida em média por ano é de 1,6 (2,1) GWh.